# Cerkiew św. Olgi w Królewcu
Cerkiew pod wezwaniem św. Olgi – prawosławna cerkiew parafialna w Królewcu, w dekanacie Opieki Matki Bożej eparchii kaliningradzkiej Rosyjskiego Kościoła Prawosławnego.
Świątynia znajduje się na osiedlu Pribrieżnyj, przy ulicy Raboczej.

## Historia
Kamień węgielny pod budowę cerkwi położono 28 kwietnia 2006 r. Obiekt wzniesiono w latach 2006–2011. 1 października 2010 r. cerkiew odwiedził patriarcha moskiewski i całej Rusi Cyryl, który podarował świątyni ikony św. Olgi i św. Włodzimierza. Poświęcenia cerkwi dokonał 24 lipca 2013 r. biskup bałtyjski Serafin.